# Praina
Praina is een geslacht van vlinders van de familie Uilen (Noctuidae), uit de onderfamilie Noctuinae.

## Soorten
- P. castra Schaus, 1894
- P. cirphidia Hampson, 1913
- P. cirphioides Schaus, 1911
- P. diagramma Jones, 1908
- P. funebris Schaus, 1894
- P. glaucochroa Dognin, 1908
- P. irazuna Draudt, 1924
- P. leucaniades Hampson, 1913
- P. leucaniiformis Zerny, 1916
- P. radiata Schaus, 1898
- P. rufisigna Hampson, 1907
- P. t-nigrum Guenée, 1852
- P. trifasciata Hampson, 1909